# Voo MK Airlines 1602
O Voo MK Airlines 1602 foi um voo de carga da MK Airlines por um Boeing 747-200F do Aeroporto Internacional de Halifax, Nova Escócia, Canadá, para o Aeroporto de Zaragoza, Espanha. Em 14 de outubro de 2004, um 747 que realizava essa rota se acidentou durante a decolagem, matando os 7 tripulantes. Foi o quarto acidente da MK Airlines, além de ser o mais mortal.

## Aeronave e tripulação

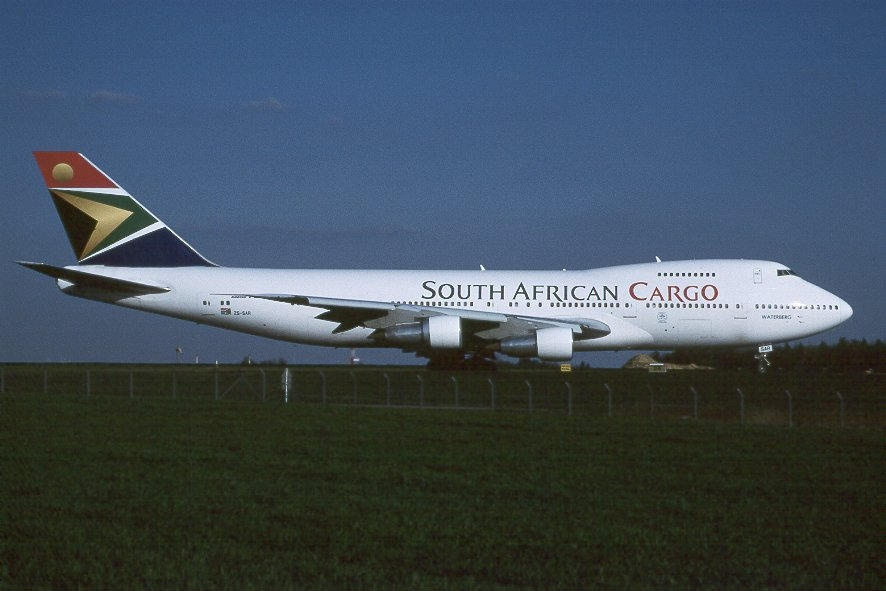
A aeronave envolvida no acidente nas cores da South African Airways Cargo

O Boeing 747-200 foi originalmente fabricado para a South African Airways em 1980 como ZS-SAR, fazendo seu primeiro voo em 24 de outubro do mesmo ano e sendo entregue em 6 de novembro. Em algum ponto durante seu serviço com a SAA, o ZS-SAR foi convertido em um cargueiro. Em 11 de novembro de 1992, o ZS-SAR foi alugado para a Garuda Indonesia como 3B-NAS. Em algum momento antes de setembro de 1995, a aeronave foi devolvida à SAA e em março de 2000, foi vendida à MK Airlines como 9G-MKJ.
O capitão era Michael Thornycroft, que estava com a MK Airlines desde seu estabelecimento em 1990. Ele tinha 23.200 horas de voo, incluindo 4.000 horas no Boeing 747. Thornycroft também tinha dupla cidadania sul-africano-britânico. O primeiro oficial foi Gary Keogh, que tinha 8.537 horas de voo e foi descrito como um piloto "competente" e "confortável" com computadores. O engenheiro de voo era Peter Launder, que tinha 2.000 horas de voo. Havia também um capitão substituto e um engenheiro de voo. O capitão substituto era David Lamb, e o engenheiro de voo substituto era Steven Hooper, que tinha 1.600 e 1.990 horas de voo, respectivamente. O engenheiro de solo era Mario Zhan, que tinha dupla cidadania sul-africana e alemã, e o loadmaster era Chris Strydom. Os restantes sete membros da tripulação eram do Zimbabwe.

## Acidente
Às 00h03 da hora local, em 14 de outubro de 2004, o voo 1602 da MK Airlines decolou do Aeroporto Internacional de Halifax. A aeronave foi carregada com uma carga de tratores de grama e fez uma parada intermediária em Halifax às 02:12 para ser carregada com aproximadamente 53.000 kg (53 t; 117.000 lb) de lagosta e peixes.
O voo 1602 taxiou para a pista 24 (agora designada como '23'), e a corrida de decolagem foi iniciada às 06:53:22. Quando a aeronave atingiu 241 km/h, o manche foi movido para trás em 8,4° graus para iniciar a rotação quando a aeronave ultrapassou a marca de 1.700 m da pista 24, com 1000 m restantes na pista. A aeronave começou a girar. A atitude de inclinação se estabilizou brevemente em aproximadamente 9° nariz para cima, com uma velocidade no ar de 267 km/h. Como o 747 ainda não havia decolado da pista, o manche foi movido mais para trás, para 10°, e a aeronave respondeu com mais um passo de até aproximadamente 11°. Neste momento, ocorreu um arrasto de cauda. A aeronave estava aproximadamente na marca de 2.400 m e ligeiramente à esquerda da linha central. O manche foi então ligeiramente relaxado, a 9° à ré. A atitude de inclinação se estabilizou na faixa de 11° pelos quatro segundos seguintes, e o golpe de cauda diminuiu como resultado. Com aproximadamente 180 m de pista restantes, as manetes de empuxo foram avançadas para 92% e os EPRs aumentados para 1,60. Com apenas 130 metros restantes, ocorreu um segundo arrasto de cauda. Quando a aeronave passou pelo final da pista, a coluna de controle estava 13,5° à ré, a atitude de inclinação era 11,9° para cima e a velocidade no ar era de 281 km/h. A maior inclinação do nariz para cima registrada de 14,5° foi registrada em um minuto e dois segundos após o início da decolagem, depois que a aeronave passou o final da pista a uma velocidade de 286 km/h. A aeronave decolou aproximadamente 200 metros além da pista e voou uma distância de 99 m. A parte inferior da fuselagem posterior atingiu uma antena de sistema de pouso por instrumentos a 300 metros da pista, separando-se do avião. O avião então avançou em linha reta por mais 370 metros, se desintegrando e explodindo em chamas ao atingir o solo.
Mais de 60 a 80 bombeiros e 20 veículos do Halifax Regional Fire and Emergency responderam à chamada. O combate de apagar o incêndio e o rescaldo levou quase três horas após o acidente.

## Investigação
Uma investigação sobre o acidente revelou que a tripulação de voo usou as velocidades e configurações de empuxo incorretas durante a tentativa de decolagem, com dados incorretos de decolagem sendo calculados durante a preparação do voo, usando um peso de decolagem mais leve de 240.000 quilos da decolagem anterior da aeronave em Bradley, em vez do peso correto de 353.000 quilos. O relatório final de 2006, culpou a empresa por não conformidade com o tempo de voo e de serviço, sem regulamentos ou regras da empresa que regem os períodos máximos de serviço para chefes de carga e engenheiros de solo, resultando em maior potencial para erros induzidos por fadiga.
A MK Airlines contestou as descobertas, citando o fato de que o gravador de voz da cabine foi muito danificado no incêndio para fornecer qualquer informação.